# Huisnes-sur-Mer
Huisnes-sur-Mer är en kommun i departementet Manche i regionen Normandie i norra Frankrike. Kommunen ligger i kantonen Pontorson som tillhör arrondissementet Avranches. År 2022 hade Huisnes-sur-Mer 168 invånare.

## Befolkningsutveckling
Antalet invånare i kommunen Huisnes-sur-Mer
| Referens: INSEE |